# Blackstar (Album)
Blackstar (stilisiert als ★) ist das 26. und letzte Studioalbum des britischen Künstlers David Bowie. Es erschien weltweit bei Bowies Label ISO Records am 8. Januar 2016, Bowies 69. Geburtstag. Nur zwei Tage nach dem Erscheinen des Albums verstarb der Künstler.
Blackstar war sowohl bei den Kritikern als auch in den internationalen Verkaufscharts ein großer Erfolg beschieden; das Album wurde Bowies einziges Nummer-eins-Album in den USA.

## Hintergrund

### Entstehung
Während der Aufnahmen zum Album kämpfte Bowie bereits gegen seine unheilbare Krebserkrankung, die er vor der Öffentlichkeit verborgen hielt. In den Liedtexten sind entsprechend auch deutliche Bezüge auf die empfundene Todesnähe zu finden. Wie schon beim Vorgängeralbum The Next Day fanden die Aufnahmen im Geheimen in New York statt. Zwei Songs, Sue (Or in a Season of Crime) und ’Tis a Pity She Was a Whore, waren bereits zuvor veröffentlicht worden und wurden für Blackstar neu aufgenommen; letzterer (benannt nach ’Tis Pity She’s a Whore von John Ford) wurde mit neuen Saxophon-Parts von Donny McCaslin versehen. McCaslin und der Rest seiner Jazz-Gruppe war zwischen Januar und März 2015 mit den Aufnahmen beschäftigt, ohne über Bowies immer schlechter werdenden Gesundheitszustand Bescheid zu wissen.

### Musik
Die Musik des Albums ist geprägt von Artrock, Jazz, und experimentellem Rock. Laut Produzent Tony Visconti wurde in diesem Album bewusst auf viele Elemente des Rock ’n’ Roll verzichtet; außerdem nannte er den Rapper Kendrick Lamar und dessen Album To Pimp a Butterfly als Einfluss. Als weitere Einflüsse wurden Boards of Canada und Death Grips genannt.

### Veröffentlichung
Der Titelsong wurde am 19. November 2015 veröffentlicht und in der Fernsehserie The Last Panthers verwendet. Die zweite Single Lazarus erschien am 17. Dezember 2015 und wurde auch in Bowies gleichnamigem Off-Broadway-Musical verwendet, das Ende 2015 startete.
Das Blackstar-Albumcover wurde von Jonathan Barnbrook entworfen, der bereits vorher für Bowie gearbeitet hatte. Es zeigt einen großen schwarzen Stern auf weißem Hintergrund und darunter sechs Sternfragmente, die in stilisierter Form B O W I E ergeben. Das Cover der Vinyl-Ausgabe unterscheidet sich davon insoweit, als statt des Sterns ein Sichtfenster eingebaut wurde, das den Blick auf die darunterliegende schwarze Schallplatte freigibt. Über die Bedeutung des schwarzen Sterns wurde viel diskutiert: So entspreche die Unicode-Zahlenfolge des entsprechenden Symbols (★: U+2605) dem Geburtstag von Bowies früherem Gitarristen Mick Ronson (26. Mai); außerdem sei eine „black star lesion“ ein Anzeichen für eine Krebserkrankung.

## Titelliste
Mit einer Ausnahme wurden alle Songs von David Bowie geschrieben.
| Nr.          | Titel                                                                                  | Länge |
| ------------ | -------------------------------------------------------------------------------------- | ----- |
| 1.           | Blackstar                                                                              | 9:57  |
| 2.           | ’Tis a Pity She Was a Whore                                                            | 4:52  |
| 3.           | Lazarus                                                                                | 6:22  |
| 4.           | Sue (Or in a Season of Crime) (David Bowie, Maria Schneider, Paul Bateman, Bob Bharma) | 4:40  |
| 5.           | Girl Loves Me                                                                          | 4:51  |
| 6.           | Dollar Days                                                                            | 4:44  |
| 7.           | I Can’t Give Everything Away                                                           | 5:47  |
| Gesamtlänge: | Gesamtlänge:                                                                           | 41:13 |

## Kritiken
Blackstar wurde von Kritikern überwiegend positiv aufgenommen. Im Rolling-Stone-Magazin beschrieb David Fricke das Album als „einen Querschläger (ricochet) aus struktureller Exzentrizität und gesplittert-bildhaftem Schaffen“. Andy Gill vom Independent befand es als „das extremste Album seiner [Bowies] gesamten Karriere“ und als weit vom Pop-Genre entfernt (as far as he’s strayed from pop). Im Q-Magazin verglich Tom Doyle Blackstar mit seinem Vorgänger The Next Day und stellte fest, dass es prägnanter und deutlich fesselnder sei.
Die The New York Times beschrieb das Album als „zugleich gefühlsgeladen und kryptisch, strukturiert und spontan und, vor allem, eigenwillig, sich den Erwartungen von Radios und Fans verweigernd“. Michael Schuh bescheinigte Bowie auf laut.de, der Künstler habe mit Blackstar „den Fluch der eigenen, für uneinholbar erklärten Heldentaten der Vergangenheit besiegt“; er schaffe es, „seinem eigenen Songwriting noch neue Nuancen abzutrotzen“ und das Album eigne sich als „krönender Abschluss für seine einzigartige Karriere“.

## Kommerzieller Erfolg

### Chartplatzierungen
Blackstar verkaufte in seiner ersten Verkaufswoche allein im Vereinigten Königreich 146.000 Exemplare; neben dem Album stiegen, angekurbelt durch Bowies Tod, weitere 18 Alben des Künstlers in die Top 100 der britischen Charts ein. Mit zwölf Alben in den Top 40 zog Bowie mit dem bisherigen Rekord von Elvis Presley aus dem Jahr 1977 gleich. Weitere 181.000 Exemplare von Blackstar verkauften sich in den USA, wo das Album Bowie seine allererste Nummer-eins-Platzierung einbrachte. Nur wenige Tage nach dem Erscheinen des Albums waren die CD- und LP-Ausgaben bei Amazon.com aufgrund des großen Ansturms zeitweise nicht mehr erhältlich. Nach drei Wochen an der Spitze der britischen Charts löste sich Bowie dort selbst mit einem Best-of-Album ab.
Auch in den deutschsprachigen Ländern erreichte das Album die Spitze der Charts. In Deutschland und der Schweiz erreichte Bowie nach The Next Day zum zweiten Mal die Chartspitze, in Österreich ist es Bowies erstes Nummer-eins-Album. In den deutschen Vinylcharts belegte das Album zwei Monate die Spitzenposition und schaffte es ebenfalls in den Jahrescharts auf Platz eins, womit es die verkaufsstärkste Vinylplatte des Jahres 2016 war.
| ChartsChartplatzierungen       | Höchstplatzierung | Wochen |
| ------------------------------ | ----------------- | ------ |
| Deutschland (GfK)              | 1 (26 Wo.)        | 26     |
| Österreich (Ö3)                | 1 (18 Wo.)        | 18     |
| Schweiz (IFPI)                 | 1 (18 Wo.)        | 18     |
| Vereinigte Staaten (Billboard) | 1 (12 Wo.)        | 12     |
| Vereinigtes Königreich (OCC)   | 1 (38 Wo.)        | 38     |

| ChartsJahrescharts (2016)      | Platzierung |
| ------------------------------ | ----------- |
| Deutschland (GfK)              | 17          |
| Österreich (Ö3)                | 11          |
| Schweiz (IFPI)                 | 6           |
| Vereinigte Staaten (Billboard) | 64          |
| Vereinigtes Königreich (OCC)   | 6           |

### Auszeichnungen für Musikverkäufe
2016 wurde Blackstar u. a. in Deutschland und in Österreich mit einer Goldenen Schallplatte und im Vereinigten Königreich mit einer Platin-Schallplatte ausgezeichnet.
| Land/Region                  | Auszeichnungen für Musikverkäufe (Land/Region, Auszeichnung, Verkäufe) | Verkäufe  |
| ---------------------------- | ---------------------------------------------------------------------- | --------- |
| Australien (ARIA)            | Platin                                                                 | 70.000    |
| Belgien (BRMA)               | Platin                                                                 | 30.000    |
| Dänemark (IFPI)              | Platin                                                                 | 20.000    |
| Deutschland (BVMI)           | Platin                                                                 | 200.000   |
| Frankreich (SNEP)            | Platin                                                                 | 100.000   |
| Italien (FIMI)               | Platin                                                                 | 50.000    |
| Kanada (MC)                  | Platin                                                                 | 80.000    |
| Neuseeland (RMNZ)            | Platin                                                                 | 15.000    |
| Niederlande (NVPI)           | Platin                                                                 | 40.000    |
| Österreich (IFPI)            | Platin                                                                 | 15.000    |
| Polen (ZPAV)                 | Platin                                                                 | 20.000    |
| Portugal (AFP)               | Gold                                                                   | 7.500     |
| Schweden (IFPI)              | Gold                                                                   | 20.000    |
| Schweiz (IFPI)               | Platin                                                                 | 20.000    |
| Spanien (Promusicae)         | Gold                                                                   | 20.000    |
| Vereinigte Staaten (RIAA)    | Gold                                                                   | 500.000   |
| Vereinigtes Königreich (BPI) | Platin                                                                 | 300.000   |
| Insgesamt                    | 3× Gold · 13× Platin ·                                                 | 1.507.500 |

Hauptartikel: David Bowie/Auszeichnungen für Musikverkäufe